# أرينا أفرينا
أرينا أفرينا (مواليد 13 أغسطس 1998) هي لاعبة جمباز إيقاعي روسية شاركت في الألعاب الأولمبية الصيفية 2020.